# Arméns underhållscentrum
Arméns underhållscentrum (UhC) var ett truppslagscentrum för trängtrupperna inom svenska armén som verkade åren 1991–1997. Förbandsledningen var förlagd i Skövde garnison i Skövde.

## Historik
Arméns underhållscentrum bildades den 1 juli 1991 i samband med försvarsutredning 1988 genom att truppslagsinspektörerna med truppslagsavdelningar i arméstaben slogs samman med arméns strids- och skjutskolor samt övriga truppslagsskolor, vilka bildade så kallade Truppslagscenter. Denna omstrukturering resulterade i att arméns skolor avvecklades och de nyuppsatta truppslagscentren övertog ansvaret över utbildningen vid skolorna. I samband med denna omorganisation avskiljdes även Arméflyget från artilleriet och bildade ett eget truppslag.
Arméns underhållscentrum bestod 1991 av arméstabens trängavdelning, Arméns underhållsskola (US) och Arméns motorskola (MotorS). Inför bildandet av centrumet var dock Arméns underhållsskola (US) den enda ingående enhet som var lokaliserad till Skövde. Arméns motorskola (MotorS) kom i september 1991 att omlokaliseras från Strängnäs garnison till Skövde garnison. Chefen för Arméns underhållscentrum innehade även befattningen Tränginspektör. 
Genom försvarsbeslutet 1996 kom Arméns samtliga truppslagscenrum att avvecklas den 31 december 1997 och dessas uppgifter övertogs av Armécentrum (ArméC). Gällande Arméns underhållscentrum kom det att uppgå den 1 januari 1998 i det nybildade förbandet Försvarsmaktens underhållscentrum (FMUhC) i Karlstad. Arméns underhållsskola (US) överfördes till Halmstads garnison och uppgick den 1 januari 1999 i det nybildade Försvarsmaktens Halmstadsskolor (FMHS) medan Arméns motorskola (MotorS) överfördes vid samma tidpunkt till Östersunds garnison och uppgick i Arméns tekniska skola (ATS)
I samband med avveckling av Arméns underhållscentrum försvann även befattningen Tränginspektör.

## Ingående enheter
- Tränginspektören med stab (Tränginsp)
- Arméns underhållsskola (US)
- Arméns motorskola (MotorS)
- Trängtruppernas officershögskola (TrängOHS)

## Heraldik och traditioner
År 1997 instiftades Arméns underhållscentrums minnesmedalj i silver (UhCMSM).

## Förbandschefer
Förbandschefen för Arméns underhållscentrums var tillika tränginspektör. Nedan lista är en förteckning över tränginspektörer verksamma åren 1931–1997. Åren 1991–1997 var tränginspektören chef för Arméns underhållscentrums.

### Chefer
- 1931–1933: Olof Thörnell
- 1933–1949: ?
- 1949–1956: Knut Hagberg
- 1956–1960: Adolf Norberg
- 1960–1965: Birger Hasselrot
- 1965–1972: Magnus Bruzelius
- 1972–1974: ?
- 1974–1983: Börje Wallberg
- 1983–1987: Curt Sjöö
- 1987–1991: Claes Tamm
- 1991–1993: Ragnar Söderberg
- 1993–1997: Lars Nordmark

### Ställföreträdande chefer
- 1991–1993: Överste Ulf Ingelsson

## Namn, beteckning och förläggningsort
| Arméns underhållscentrum | 1991-07-01 | – | 1997-12-31 |

| UhC | 1991-07-01 | – | 1997-12-31 |

| Skövde garnison (F) | 1991-07-01 | – | 1997-12-31 |